# Oliver Schenk
Oliver Schenk (ur. 14 sierpnia 1968 w Dachau) – niemiecki polityk, ekonomista i urzędnik państwowy, działacz Unii Chrześcijańsko-Demokratycznej (CDU), minister w rządzie Saksonii, poseł do Parlamentu Europejskiego X kadencji.

## Życiorys
Ukończył studia ekonomiczne na Westfalskim Uniwersytecie Wilhelma w Münsterze. Od 1994 zawodowo związany z administracją krajową w Saksonii, początkowo był urzędnikiem w ministerstwie środowiska i rozwoju regionalnego Saksonii. Od 1999 pracował w ministerstwie finansów, m.in. jako kierownik biura ministra. W latach 2002–2005 zarządzał biurem premiera Georga Milbradta. Później był dyrektorem działu w kancelarii państwa oraz w resorcie spraw wewnętrznych. Od 2010 pracował w centrali Unii Chrześcijańsko-Demokratycznej w Berlinie. W latach 2014–2017 pełnił funkcję dyrektora departamentu w federalnym ministerstwie zdrowia.
Powoływany w skład tworzonych w 2017 i 2019 rządów krajowych Saksonii, na czele których stawał Michael Kretschmer. W pierwszym był ministrem do spraw federalnych i europejskich, w drugim został ministrem do spraw federalnych i mediów. W obu obejmował także stanowisko szefa kancelarii państwa. W 2018 został powołany w skład Bundesratu. W wyborach w 2024 z ramienia CDU uzyskał mandat eurodeputowanego X kadencji.